# Prinz-Heinrich-Mütze
Prinz-Heinrich-Mütze er en type kasket, der er opkaldt efter den kejserlige tyske storadmiral Heinrich af Preussen (1862-1929), der var lillebror til kejser Wilhelm 2. Prinz-Heinrich-Mütze går tilbage til den kejserlige yachtklub, som igen var baseret på uniformskasketterne i den kejserlige flåde.
Pattepulden er normalt fremstillet i ren uld, men i moderne tid bliver der også brugt syntetiske fibre, men fløjl har også været et almindeligt materiale siden 1950'erne. Skyggen er som oftest pyntet med en kant af egeblads-broderi og en flettet eller snoet hattesnor. Farverne på hatten er normalt mørkeblå, grå eller sort. Der findes også eksempler i brun og grøn, men dette ses sjældnere. Hatten minder i høj grad om skipperkasketter.
Den tyske politiker og bundeskanzler Helmut Schmidt gjorde kasketten populær i den tyske befolkning, men han bare også en hanseaterkasket, der ligner en prinz-heinrich-mütze, og de blev ofte omtalt som det samme.